# Kepler-62
Kepler-62 je hvězda chladnější a menší než Slunce nacházející se v souhvězdí Lyry, asi 1 200 světelných let od Země. Nachází se uvnitř zorného pole sondy Kepler, satelitu, který NASA používá k detekování exoplanet podobných Zemi. Dne 18. dubna 2013 bylo ohlášeno, že okolo hvězdy obíhá pět planet, z nichž se dvě, Kepler-62e a Kepler-62f, nacházejí v obyvatelné zóně hvězdy. Nejvzdálenější planeta, Kepler-62f, je pravděpodobně terestrickou planetou.

## Historie
Před pozorováním sondou Kepler měla hvězda Kepler-62 katalogové číslo 2MASS 2MASS J18525105+4520595. Ve vstupním katalogu pro sondu Kepler měla tato hvězda označení KIC 9002278 a v okamžiku, kdy bylo nalezeno, že hvězda může mít tranzitující planety, jí bylo přidělení číslo Kepler – objekt zájmu (v angličtině Kelper object of interest) KOI-701.

## Planety
V okolí hvězdy Kepler-62 se nachází pět planet pojmenovaných Kepler-62b až Kepler-62f. Planeta Kepler-62b (někdy také nazývaná jako „spálená planeta“[zdroj?]), která krouží velmi blízko kolem své hvězdy (oběhne ji za pouhých šest dní). Teplota na jejím povrchu dosahuje 475 °C, je tedy pro život v podobě, jakou je znám, příliš horká. Planeta Kepler-62c je zhruba stejně velká, jako Mars. Teplota na jejím povrchu dosahuje asi 300 °C a je nejmenší planetou ze všech pěti. Největší planeta obíhající kolem této hvězdy je Kepler-62d. Vzhledem k velikosti této exoplanety pravděpodobně má silnou atmosféru. Její povrch má ovšem teplotu kolem 237 °C. Jednou ze Zemi nejpodobnějších planet je planeta Kepler-62e. Její teplota se pohybuje okolo 0 °C, což znamená, že se tam může vyskytovat kapalná voda, oblaka v atmosféře a možná i život v podobě, jaká je dnes známa. Poslední planetou obíhající kolem této hvězdy je Kepler-62f. Ten je o něco chladnější, může se na něm nacházet povrchová voda i led. Rok na ní trvá 267 dní a gravitace na jejím povrchu je o něco vyšší, než v případě Země.
| Planeta | Hmotnost (Mz) | Poloměr (Rz) | Velká poloosa (AU) | Oběžná doba (dny) | Rovnovážná teplota (°C) |
| ------- | ------------- | ------------ | ------------------ | ----------------- | ----------------------- |
| b       | 8,8           | 1,2          | 0,055              | 5,7               | 430                     |
| c       | 4,0           | 0,5          | 0,0929             | 12,4              | 300                     |
| d       | 14            | 1,9          | 0,12               | 18,2              | 210                     |
| e       | 35            | 1,6          | 0,427              | 122,4             | 0                       |
| f       | 35            | 1,4          | 0,718              | 267,3             | -68                     |